# Teoría del control de Hirschi
Las teorías del control social se formularon en el ámbito de la criminología y mantenían una premisa básica y muy diferente a lo que esta ciencia se había planteado antes (el resto de las teorías buscaba las causas de la delincuencia) Se preguntaban el porqué la gente, teniendo oportunidades para hacerlo, decidía no delinquir, es decir, se preguntaban cuáles eran las causas de la no delincuencia. 
Con base a esta premisa, se formula la Teoría del control de Hirschi (1969, 1995) elaborada por el sociólogo y criminólogo estadounidense Travis Hirschi señala la utilidad del control social como instrumento eficaz para que los individuos puedan anticipar las consecuencias que les puede ocasionar la comisión de una transgresión o delito. Existen mecanismos de control en nuestra sociedad que van a restringir o prohibir esas conductas antisociales. 
Basándose en esto, la delincuencia va a estar influenciada por la relación que existe entre la sociedad y la propia persona. En la mayoría de las ocasiones, se decidirá el no delinquir para no romper esa conexión, pero si esta falla o está desequilibrada, de manera casi segura provocará delincuencia porque el sujeto ya no tiene que “preocuparse” sobre la respuesta que tendrán los otros o sobre el daño que le pueda causar a la sociedad. 

## El por qué
Hirschi parte de la premisa que cualquier persona ha tenido la tentación en alguna ocasión de hacer algo "malo", pero la mayoría de la gente, ante la posibilidad de ver expuesta su conducta a la luz pública, se inhibe de esta tentación. En cambio, aquellos que tienen poco que perder se dejarán tentar en mayor proporción.
Según la teoría del control, este control está influido por la fuerza de los vínculos que se han creado en la sociedad y la desviación ocurre debido a una sensación de desconexión con la sociedad. Si una persona está concienciada en que pertenece a la sociedad será menos probable que cometa delitos, actos ilícitos, etc. 

## Las cuatro causas
Las cuatro dimensiones del control social, según Hirschi son las siguientes:
- 1) El apego: las relaciones sociales fuertes fomentan la conformidad. Por el contrario, para aquellos individuos que no se sientan muy vinculados con su familia, amigos o compañeros de trabajo, los costes de la conducta desviada son mayores, ya que pierden la capacidad para relacionarse con otros y también esa conciencia social. Las personas usualmente se conforman con las normas que le impone la sociedad, su objetivo es obtener la aprobación de los demás.

- 2) El compromiso: quienes cuentan con más oportunidades legítimas para satisfacer sus intereses tendrán más ventajas en la conformidad. Los que tienen poco control o reducida confianza en el futuro tienen más posibilidades de presentar pautas de conducta no convencionales. Este compromiso hace referencia a las inversiones que se hacen en el tiempo y el esfuerzo que realizamos tras mantener el estatus en la comunidad.

- 3) La implicación: una fuerte implicación en actividades lícitas (trabajar, estudiar, practicar deportes) inhibe el comportamiento desviado. La ausencia de actividad en estas facetas cotidianas puede suponer terminar empleando el tiempo en actividades no legítimas. Además, influye la intensidad de esas actividades, ya que en cuanto mayor sea esta en las actividades cotidianas, más alejado va a estar de esa tentación de delinquir. Es decir, una persona que participa en actividades socialmente legítimas hará que su probabilidad de delinquir disminuya,

- 4) Las creencias: las personas que aceptan y asumen las pautas morales preponderantes en la sociedad en la que se inscriben y que respetan la autoridad tendrán más facilidad para reprimir las tentaciones, que los que se muestran más disconformes a estas pautas morales. En el caso de personas que no siguen estos códigos morales, va a ser más esperado que comentan conductas asociales. Estas creencias deben basarse en los valores de convivencia que se tengan en la familia, comunidad o sociedad.

Así pues, una posición social privilegiada y una cierta formación del carácter son factores que ayudan a generar pautas de conducta conformes a las normas convencionales.

## Críticas a la teoría del control de Hirschi
Esta teoría, así como todas las influidas por la corriente del interaccionismo simbólico, tiene algunas limitaciones. En primer lugar, considerar que la desviación es un proceso que resulta de la interacción social supone relativizar en exceso el propio concepto de desviación sin tener en cuenta que algunos comportamientos delictivos o desviados son universales, y no son suficientemente explicativos para estudiar la incidencia de la conducta criminal. Por otra parte, la teoría de Hirschi no explica por qué las normas o las leyes sociales definen algunas conductas y no otras, como desviadas.